# Franklin D. Roosevelt (métro de Paris)
Pour les articles homonymes, voir Roosevelt.
Franklin D. Roosevelt est une station des lignes 1 et 9 du métro de Paris, située dans le 8e arrondissement de Paris.

## Situation
La station est établie en souterrain, à la limite du quartier des Champs-Élysées et du quartier du Faubourg-du-Roule, aux environs du rond-point des Champs-Élysées. Les points d'arrêt des deux lignes, distants d'environ 200 mètres les uns des autres, sont implantés :
- sur la ligne 1, sous l'avenue des Champs-Élysées, au niveau de la rue Marbeuf ;
- sur la ligne 9, sous l'avenue Montaigne, au débouché du rond-point.

## Histoire
La station est ouverte le 19 juillet 1900 avec la mise en service du premier tronçon de la ligne 1 entre Porte de Vincennes et Porte Maillot. Elle doit sa dénomination initiale de Marbeuf à sa proximité avec la rue Marbeuf, ainsi nommée en raison de son voisinage avec l'ancien jardin Marbeuf (également appelé « folie Marbeuf »).
Le 27 mai 1923, la station de la ligne 9 est ouverte à son tour avec l'inauguration de sa section entre Trocadéro et Saint-Augustin ; elle porte alors le nom de Rond-Point des Champs-Élysées en référence au carrefour éponyme dont elle assure la desserte.
Avant la Seconde Guerre mondiale, il s'agissait de deux stations indépendantes l'une de l'autre compte tenu de leur relatif éloignement géographique. Un couloir de correspondance est édifié et mis en service le 6 octobre 1942 ; à cette occasion, la nouvelle station prend le nom de Marbeuf - Rond-Point des Champs-Élysées (plus couramment Champs-Élysées - Marbeuf).
Puis la station est rebaptisée Franklin D. Roosevelt le 30 octobre 1946 à la suite du changement de nom de l’avenue Victor-Emmanuel III au profit d'avenue Franklin-D.-Roosevelt, en hommage à Franklin Delano Roosevelt, chef d’État d'un pays allié lors de la Seconde Guerre mondiale, remplaçant celui d'un pays ennemi (l’Italie) bien qu’allié durant la Première Guerre mondiale.

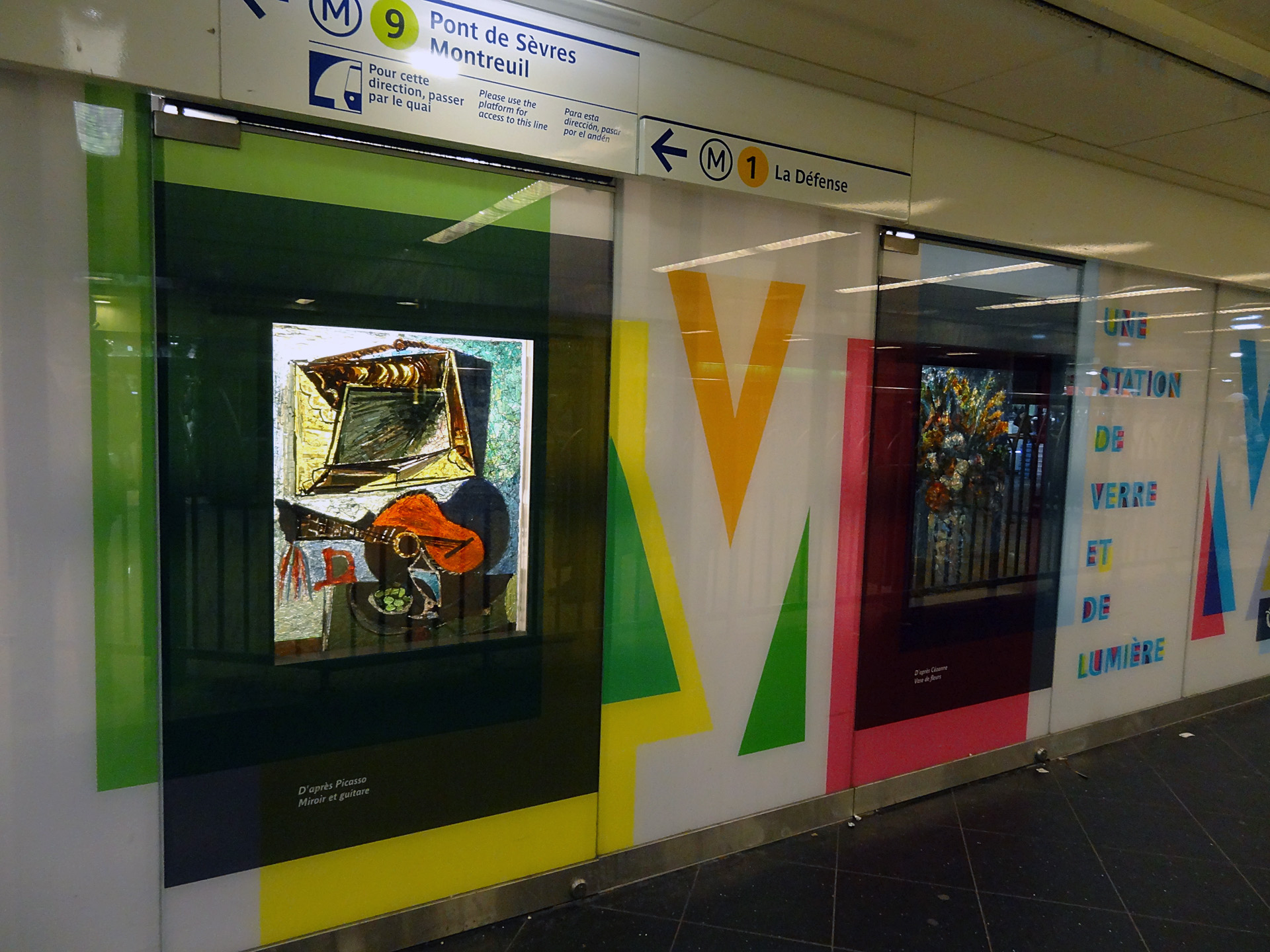
Gemmaux dans la salle des billets.

Dans les années 1950, une nouvelle décoration des quais des lignes 1 et 9 est très remarquée, car elle introduit une nouvelle technique artistique, le gemmail, qui est une sorte de vitrail modernisé, ce qui vaut à la station d'être qualifiée à l'époque de « station-musée ». L'inauguration a lieu en grande pompe dans la nuit du 1er au 2 mars 1957 : deux rames composées de plates-formes munies de tables apportent les victuailles aux invités. Ces gemmaux, retirés des quais dans les années 2000, se situent aujourd'hui dans la salle des billets.
Dans le cadre de l'automatisation de la ligne 1, les quais de cette ligne sont rehaussés, munis de portes palières en décembre 2010 et intégralement réaménagés.
En 2019, 9 545 487 voyageurs sont entrés à cette station ce qui la place à la 19e position des stations de métro pour sa fréquentation.
En 2020, avec la crise du Covid-19, 4 691 237 voyageurs sont entrés dans cette station ce qui la place à la 22e position des stations de métro pour sa fréquentation.
En 2021, la fréquentation remonte progressivement, avec 6 173 830 voyageurs qui sont entrés dans cette station ce qui la place à la 18e position des stations de métro pour sa fréquentation.

## Services aux voyageurs

### Accès
La station dispose de cinq accès, dont les deux premiers ne sont accessibles qu'à partir des quais de la ligne 1, compte tenu du fait que son point d'arrêt était indépendant de celui de la ligne 9 à l'origine.
- Accès no 1 « Champs-Élysées » ;
- Accès no 2 « Rue de Marignan » ;
- Accès no 3 « Avenue Montaigne » ;
- Accès no 4 « Rond-Point » ;
- Accès no 5 « Avenue Franklin D. Roosevelt - Palais de la Découverte ».

Accès à la station
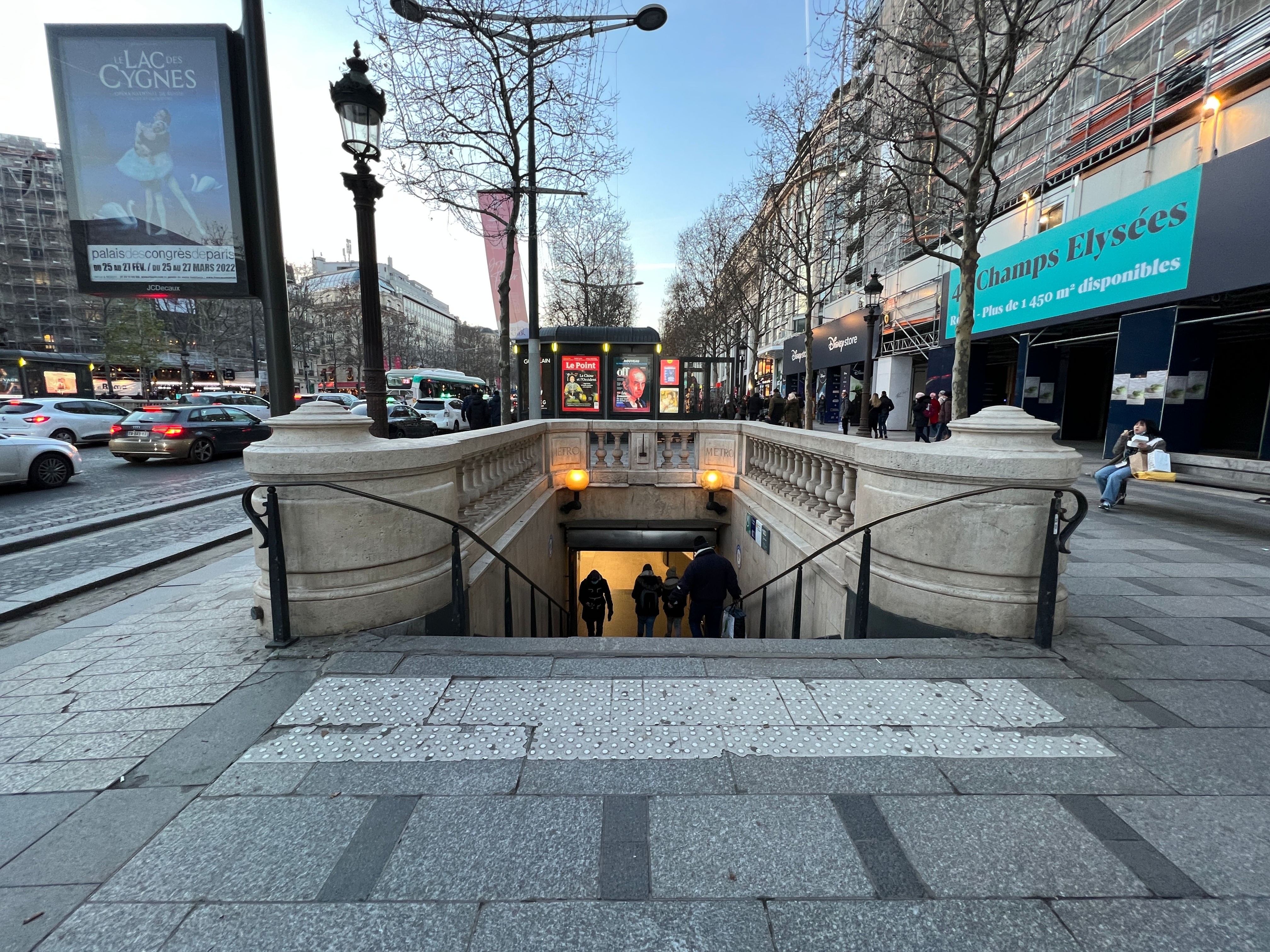
L'accès no 1 « Champs-Élysées ».
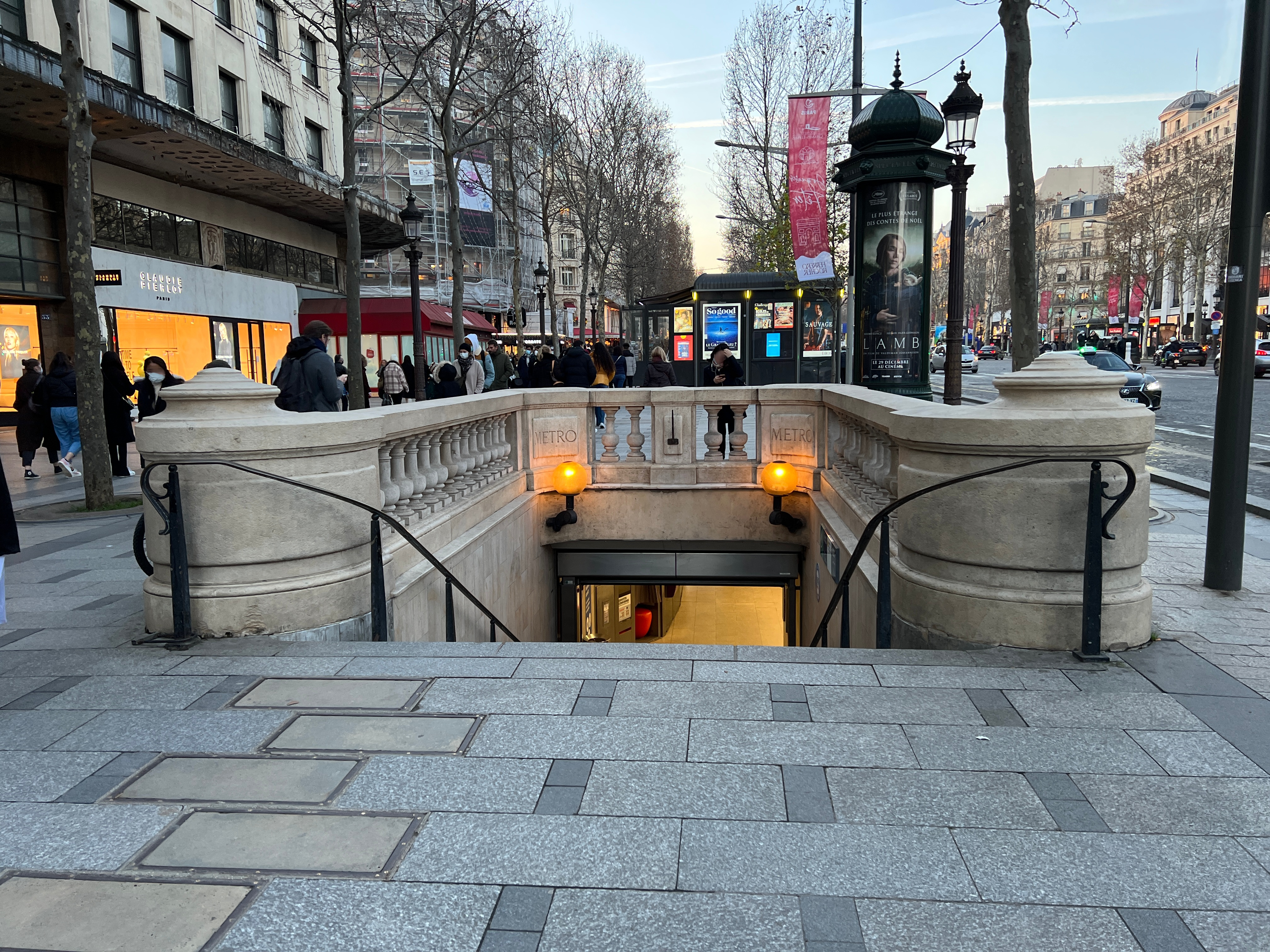
L'accès no 2 « Rue de Marignan ».
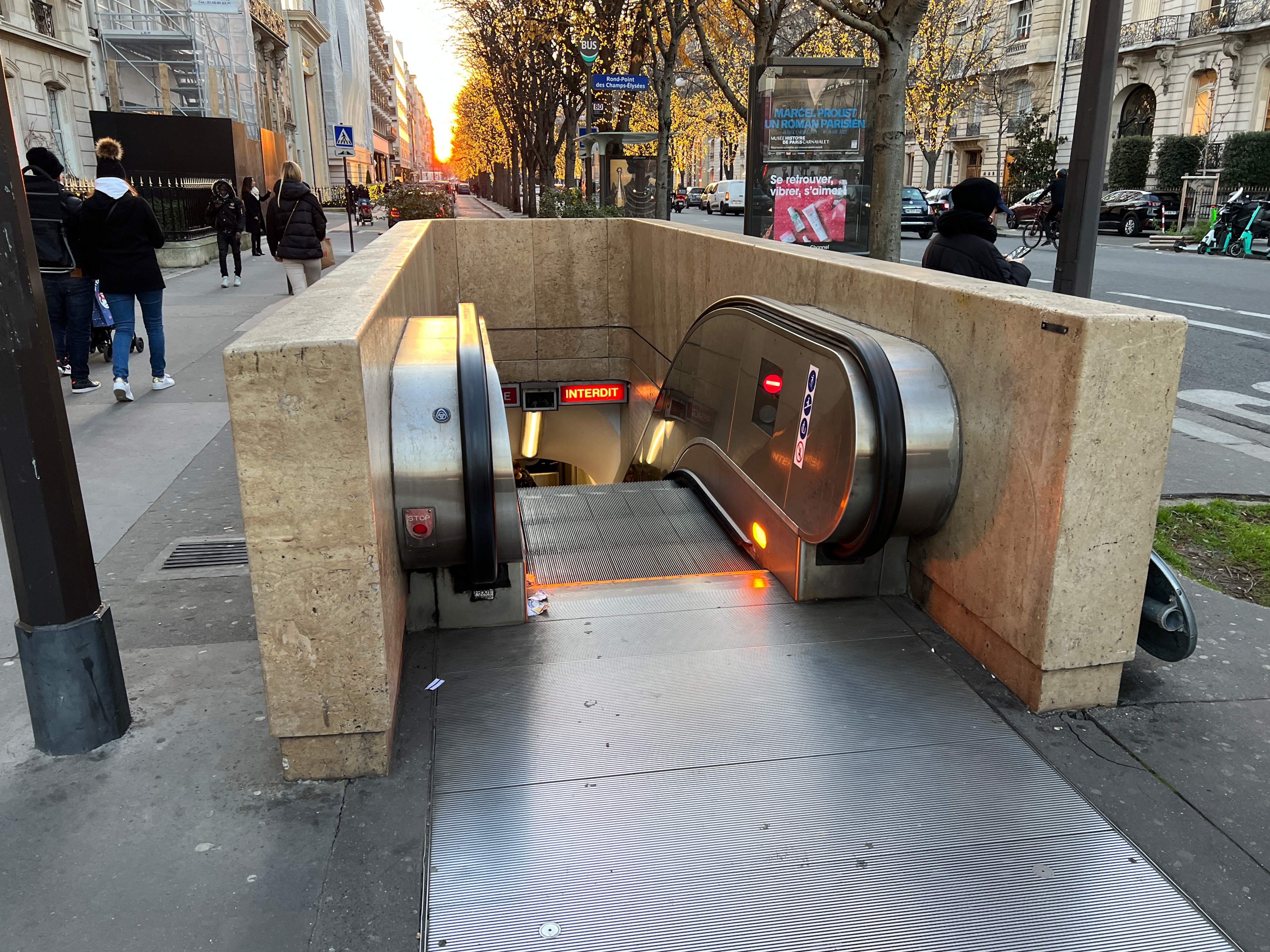
L'accès no 3 « Avenue Montaigne ».
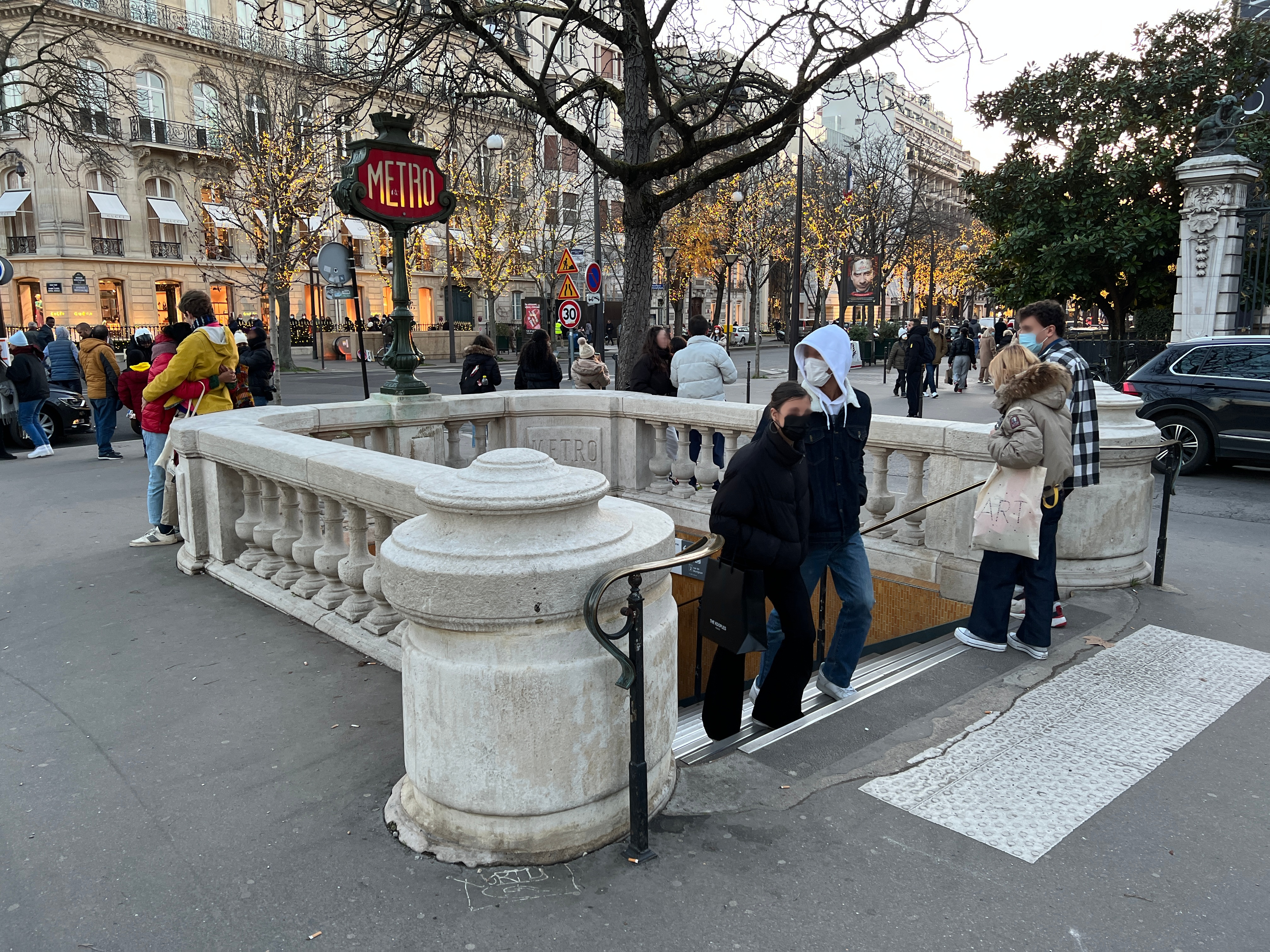
L'accès no 4 « Rond-Point ».
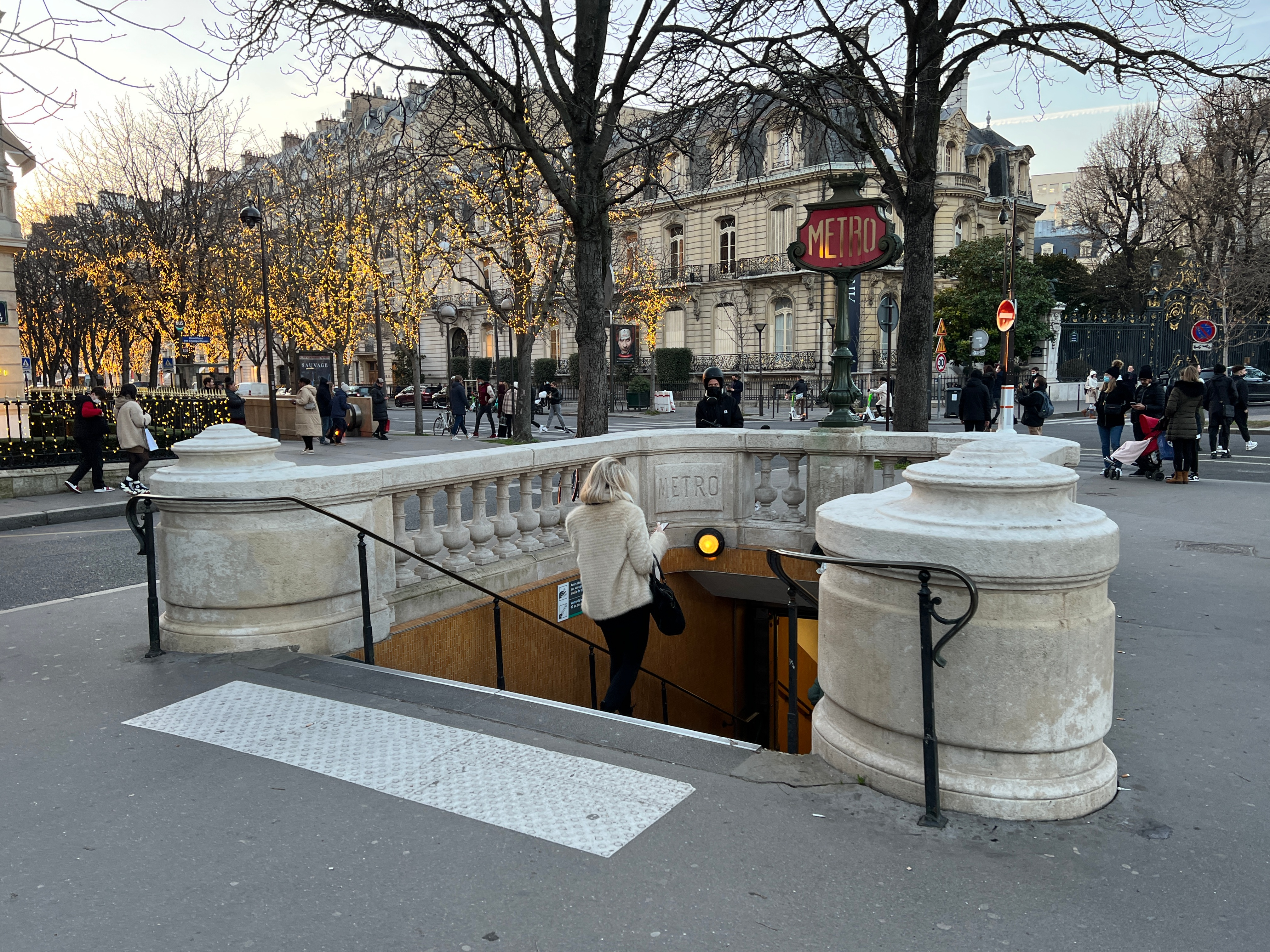
L'accès no 5 « Avenue Franklin D. Roosevelt ».

.

### Quais
Les quais des deux lignes sont de configuration standard : au nombre de deux par point d'arrêt, ils sont séparés par les voies situées au centre et la voûte est elliptique. En revanche, ils se distinguent par leur aménagement culturel, qui lui-même diffère entre les deux lignes.
Sur la ligne 1, les piédroits sont revêtus d'un carrossage doré éclairé, tandis que la voûte, de même que les tympans, est habillée d'un carrelage biseauté de couleur champagne et munie de plafonniers cylindriques ornés de motifs à bulles. Les quais sont carrelés en gris anthracite et équipés de portes palières partiellement peintes en noir. Le nom de la station est directement inscrit sur le carrossage en cinq langues différentes. Sur chaque quai, trois écrans tactiles affichent des plans du réseau, un plan du quartier et un outil de recherche d'itinéraire. Cinq écrans supplémentaires présentent des campagnes publicitaires ainsi que des programmes culturels. Ils diffusent quatre films de deux minutes, produits par le Centre national de la recherche scientifique (CNRS) dans le cadre de l'année internationale de la chimie, et trois films réalisés par l'artiste Marko Echeverria dans le cadre de son œuvre Paysages passagers. Ces aménagements sont complétés de sièges de style « Akiko » noirs.
Sur la ligne 9, le carrossage se présente sous forme de lambris en aluminium de couleur miel comprenant un ensemble de vitrines cerclées de laiton. Un grand nombre d'entre elles sont aujourd'hui vides ; leur obturation partielle laisse apparaître l'ancienne paroi de la station encore recouverte de son carrelage blanc biseauté d'origine, lequel recouvre également la voûte tandis que les tympans sont traités en parements muraux en métal. Le nom de la station figure en lettres capitales en relief de couleur miel au-dessus de vitrines. Cet aménagement est complété de sièges de style « Motte » jaunes et de bandeaux d'éclairage spécifiques munis de lames métalliques de forme proche d'un demi-cercle.

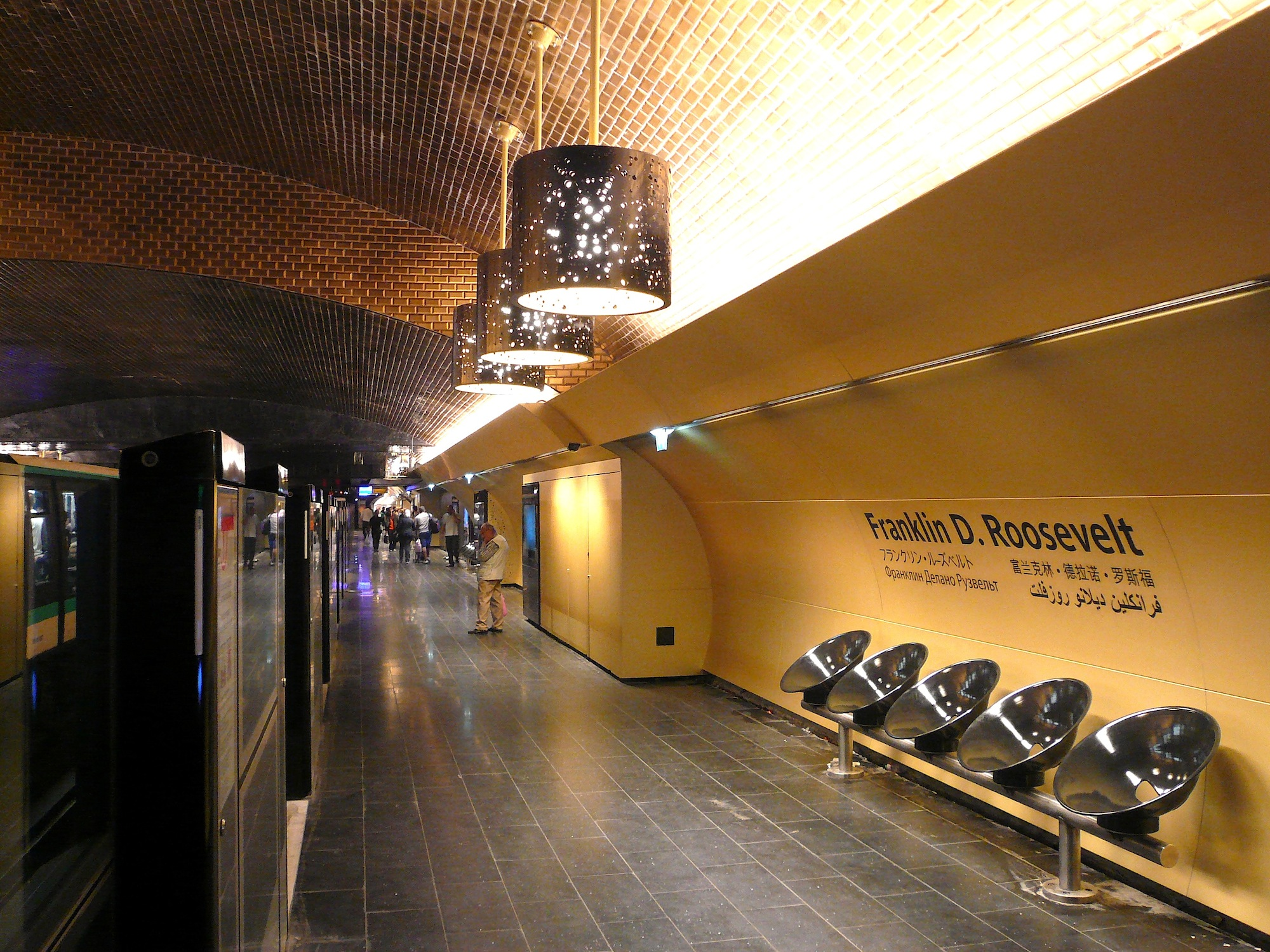
Le nouvel aménagement des quais de la ligne 1.
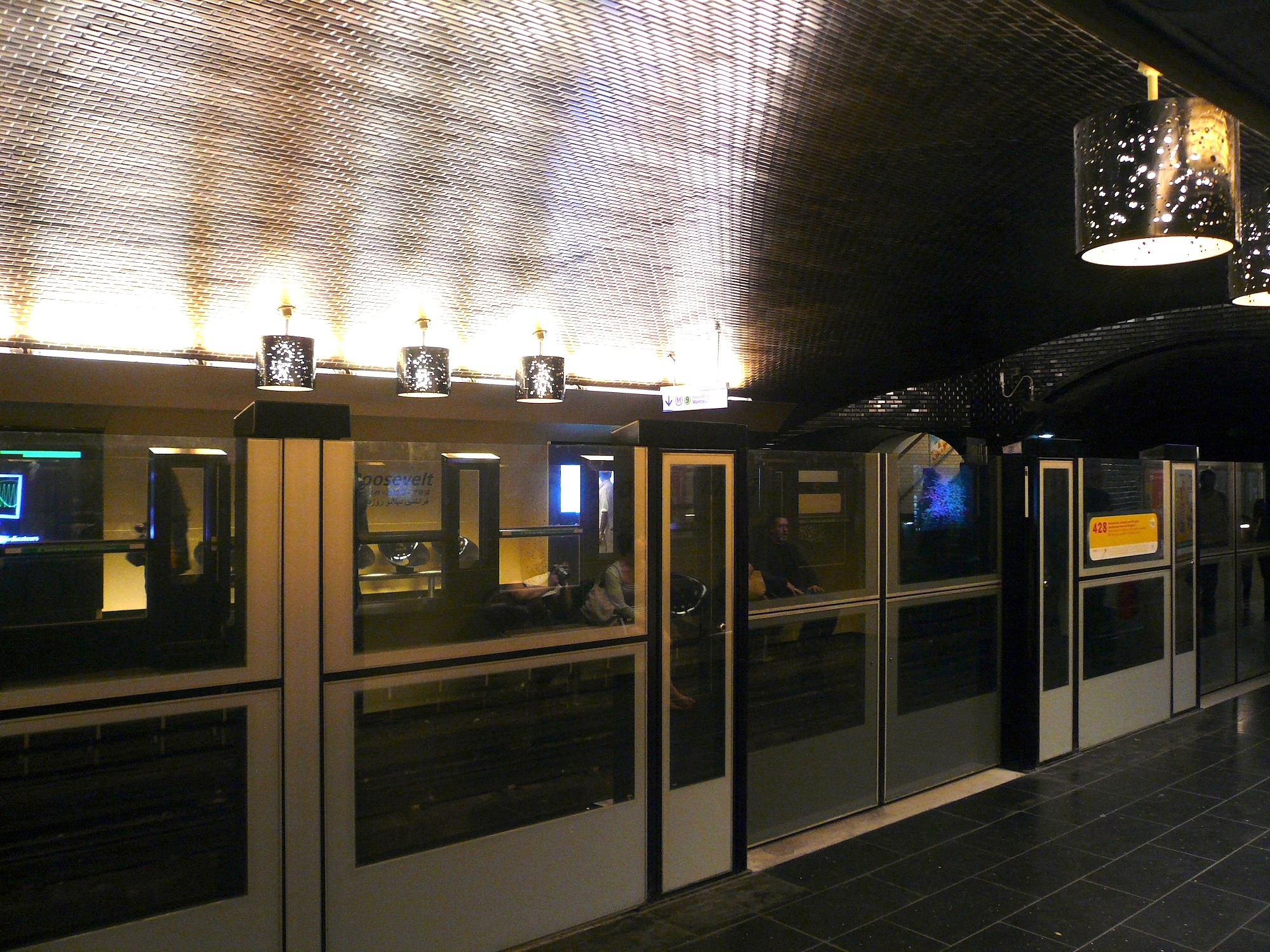
Portes palières des quais de la ligne 1.
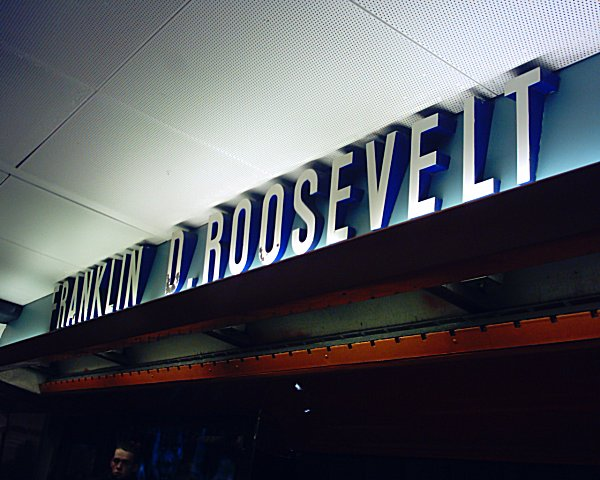
Style particulier des quais de la ligne 1 avant leur rénovation.
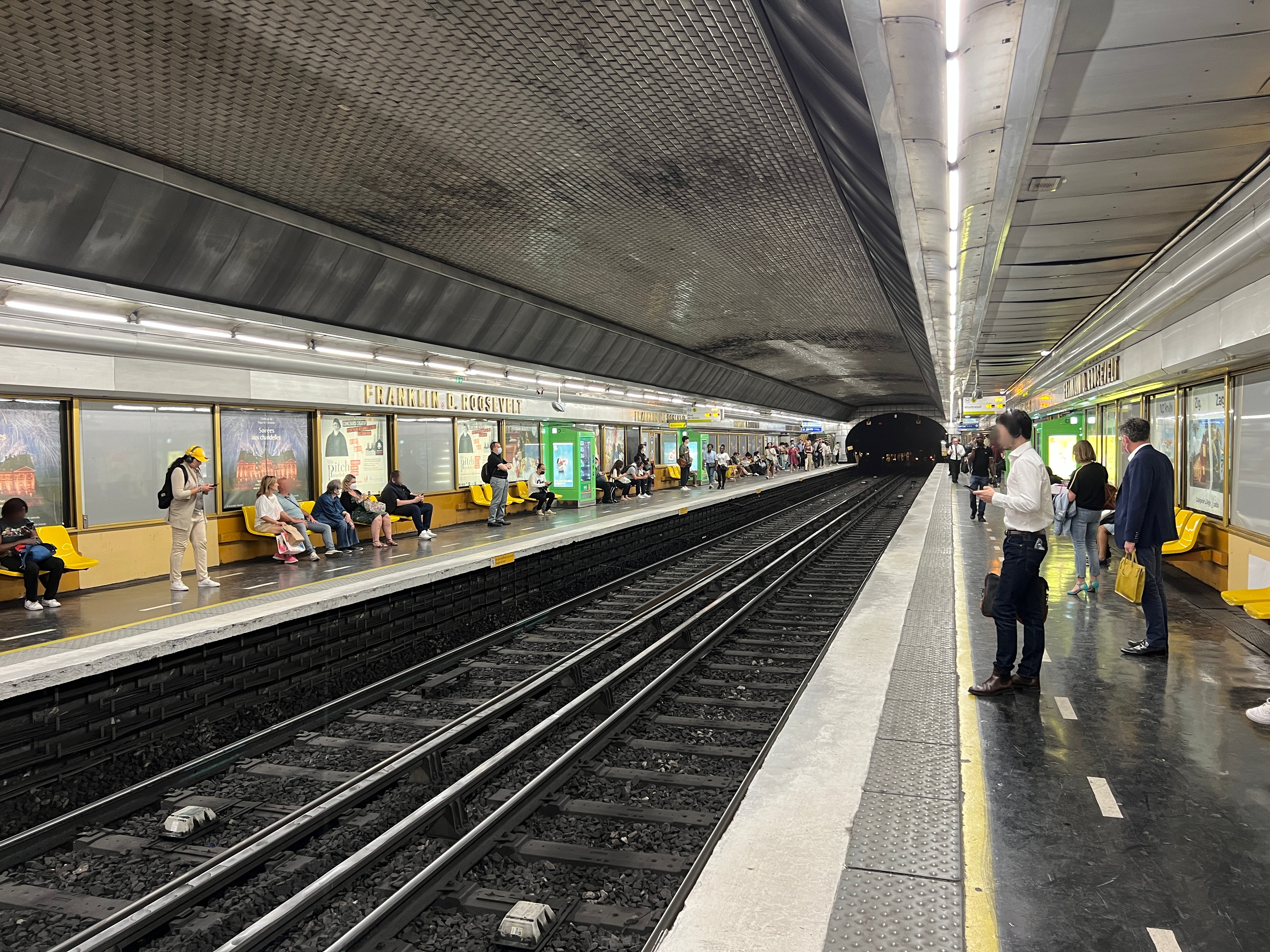
Les quais de la ligne 9.

### Intermodalité
La station est desservie par les lignes 28, 32 (en direction de Gare de l'Est uniquement), 42, 73, 80 et 93 du réseau de bus RATP et, la nuit, par les lignes N11 et N24 du réseau de bus Noctilien.

## À proximité
- La partie « basse » de la section commerçante des Champs-Élysées, ses boutiques et restaurants (vers le nord-ouest, depuis la station). La station est située au sommet oriental du « triangle d'or » et au sommet septentrional du « petit triangle d'or » qui le jouxte, tous les deux réputés pour leurs établissements de luxe.
- La partie nord-ouest des jardins des Champs-Élysées (vers le sud-est, depuis la station), et notamment en son sein : 
  - le carré Marigny, avec le marché aux timbres (trihebdomadaire), le théâtre Marigny, le théâtre Vrai Guignolet (ce dernier présentant des spectacles de marionnettes) ;
  - le carré du Rond-Point, avec le théâtre du Rond-Point.
- Le Grand Palais, ses galeries nationales et le Palais de la découverte.
- Le Petit Palais.
- Les sièges et studios des stations de radio : Europe 1, RFM et Virgin Radio, aux 26 bis et 28, rue François-Ier.

## Dans la culture
C'est dans cette station que Hervé Vilard, alors orphelin de 18 ans, voit une affiche publicitaire « Partez en vacances à Capri ! ». Cela est pour lui une grande inspiration. Il rentrera tout de suite dans sa chambre de bonne pour composer en 7 minutes la mélodie, écrire le texte. Capri c'est fini sera un tube international, son deuxième plus grand succès, après Nous (1979).
Une entrée de la station peut être aperçue dans une scène du film Au revoir là-haut (2017) d'Albert Dupontel, dont l'intrigue se déroule en 1919. L'édicule Guimard d'origine y est reconstitué, ce qui est toutefois un léger anachronisme puisque la CMP l'avait, en fait, supprimé dès 1908.